# La Daronne (roman)
Pour les articles homonymes, voir Daron.
La Daronne est un roman de Hannelore Cayre paru en 2017.

## Résumé
Une traductrice-interprète judiciaire détourne un stock de cannabis et décide de revendre la marchandise.

## Accueil
Christine Ferniot pour Télérama évoque un roman « réjouissant », à la fois drôle et sombre, qui, au-delà des questions de société abordées mine de rien, constitue une description documentée du monde de la justice et de ses aberrations. . Stéphane Gobbo pour Le Temps évoque un roman « jouant joliment, par son originalité et son ton, avec les codes du polar ».

## Adaptation
Le roman a été adapté au cinéma par Jean-Paul Salomé en 2020.